# Diesbach (Glarus Süd)
Diesbach – miejscowość w gminie Glarus Süd w Szwajcarii, w kantonie Glarus. Liczba mieszkańców według danych z 31 grudnia 2020 wynosiła 189 osób. Do 31 grudnia 2003 samodzielna gmina, która dzień później z gminą Hätzingen została przyłączona do gminy Luchsingen. 1 stycznia 2011 gmina Luchsingen z pozostałymi dwunastoma gminami utworzyła nową gminę Glarus Süd.